# إنجلترا في العصور الوسطى المتأخرة

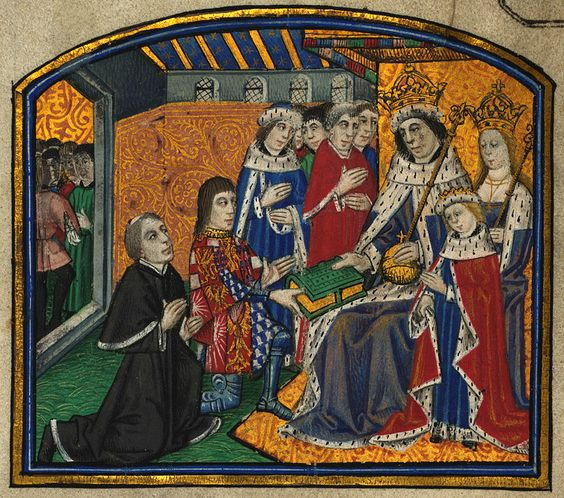

إنجلترا في العصور الوسطى المتأخرة هي فترة من تاريخ انجلترا في فترة العصور الوسطى المتأخرة، والممتدة منذ القرن الثالث عشر حينما انتهى عصر ملوك إنجلترا الأنجويين وتبوأ هنري الثالث العرش –والذي يعتبره الكثيرون بداية سلالة بلانتاجينت التي حكمت إنجلترا– وحتى تولي سلالة تودور عرش البلاد عام 1485، وهو الحدث الذي غالبًا ما يُعتبر بداية نهاية العصور الوسطى ومجيء النهضة الإنجليزية وبداية التاريخ المبكر لبريطانيا الحديثة.
عند تولي هنري الثالث العرش، بقي جزء ضئيل من الممتلكات الإنجليزية في غشكونية (غاسكونية)، ما اضطر ملوك إنجلترا إلى تقديم الولاء لفرنسا، وأدى إلى تمرد البارونات. استُعيدت السلطة الملكية على يد ابن هنري الذي ورث العرش عام 1272 وأصبح يُعرف بإدوارد الأول. أعاد إدوارد تنظيم ممتلكاته، واستطاع السيطرة على ويلز ومعظم أجزاء اسكتلندا. هُزم ابنه إدوارد الثاني في معركة بانوكبورن عام 1314 وخسر بالتالي السيطرة على اسكتنلدا. خُلع إدوارد الثاني عن العرش في نهاية المطاف إثر انقلاب، وتولى ابنه إدوارد الثالث إدارة المملكة منذ عام 1330. دفعت الخلافات حول وضع غاشكونية بإدوارد الثالث إلى المطالبة بعرش فرنسا، ما أدى إلى نشوب حرب المائة عام، والتي تمتع فيها الإنجليز بالانتصارات في البداية، لكن صحوة فرنسية برزت خلال عهد ريتشارد الثاني، حفيد إدوارد الثالث.
شهد القرن الرابع عشر المجاعة الكبرى والموت الأسود، بالإضافة إلى أحداث كارثية أدت إلى مقتل نحو نصف سكان إنجلترا، ما دفع بالاقتصاد نحو الفوضى وأضعف النظام السياسي القديم الذي كان قائمًا. تزامنًا مع نقص اليد العاملة في المزارع، تحولت معظم الأراضي الزراعية في إنجلترا إلى مراعٍ، تحديدًا مراعي الخراف. ثم جاء الاضطراب الاجتماعي متمثلًا بثورة الفلاحين عام 1381.
تخلّص هنري بولينغبروك من ريتشارد عام 1339، وأصبح لاحقًا هنري الرابع مؤسس أسرة لانكستر، وأعاد إشعال الحرب مع فرنسا. حقق ابنه هنري الخامس نصرًا حاسمًا في معركة أجينكور عام 1415، واستعاد نورماندي، وضمن أن يرث ابنه الرضيع هنري السادس عرشي إنجلترا وفرنسا بعد موته بشكل مفاجئ عام 1421. نهض الفرنسيون مرة أخرى، وبحلول عام 1453، خسر الإنجليز معظم ممتلكاتهم في فرنسا تقريبًا. تبيّن أن هنري السادس ملك ضعيف، وخُلع عن العرش إبان حرب الوردتين، فاستولى إدوارد الرابع على العرش وكان أول حاكم من أسرة يورك. بعد وفاته وتولي شقيقه ريتشارد الثالث عرش إنجلترا، غزا هنري تودور البلاد وحقق انتصارًا في معركة بوسوورث عام 1485 معلنًا عن نهاية حكم سلالة بلانتاجينت.
مرّت الحكومة الإنجليزية بفترات من الإصلاح والانحدار، فبرز البرلمان بصفته جزءًا مهمًا في الإدارة. كان للمرأة دور اقتصادي مهم، ومارست النبيلات سلطتهن على عقاراتهن وممتلكاتهن عند غياب أزواجهن. بدأ الإنجليز يعتبرون أنفسهم متفوقين على جيرانهم في الجزر البريطانية، واستمر صعود الهويات المناطقية. وصلت الأنظمة الرهبانية الجديدة والمُصلَحة وفرق التبشير إلى إنجلترا منذ القرن الثاني عشر، وأصبح الحج رائجًا بشدة، وبرزت جماعة اللولار (المدندنون) كجماعة مهرطقة كبرى منذ أواخر القرن الرابع عشر. كان للعصر الجليدي الصغير تأثير بارز على الزراعة وظروف العيش. بدأ النمو الاقتصادي بالتعثر في نهاية القرن الثالث عشر جراء مزيج من العوامل، كالاكتظاظ السكاني ونقص الأراضي واستنزاف التربة. تطورت التكنولوجيا والعلوم جزئيًا من الأفكار الإغريقية والإسلامية التي وصلت إنجلترا منذ القرن الثاني عشر. في المجال الحربي، جرى توظيف المرتزقة بشكل متزايد، وأصبحت الموارد الكافية من المال النقدي جزءًا أساسيًا من أي حملة عسكرية ناجحة. بحلول عهد إدوارد الثالث، كانت الجيوش أصغر، بينما كان تنظيم الجنود ومعداتهم أفضل. خلقت إنجلترا في العصور الوسطى فنونها على هيئة لوحات ومنحوتات وكتب وأقمشة، والكثير من الأدوات العملية التي تمتاز بالجمال. كُتب الأدب باللاتينية والفرنسية، ومنذ عهد ريتشارد الثاني، تزايد استخدام الإنجليزية الوسطى في الشعر. كانت الموسيقا والغناء أمورًا مهمة، واستُخدما في المراسم الدينية والمناسبات الاحتفالية في بلاط الملك، وصاحبا أيضًا الأعمال المسرحية. خلال القرن الثاني عشر، أصبح أسلوب العماُرة الأنجلو–نورماندي أكثر زخرفة، فبرزت الأقواس المدببة المأخوذة من فرنسا، والتي أُطلق عليها اسم العمارة القوطية الإنجليزية المبكرة.

## التاريخ السياسي

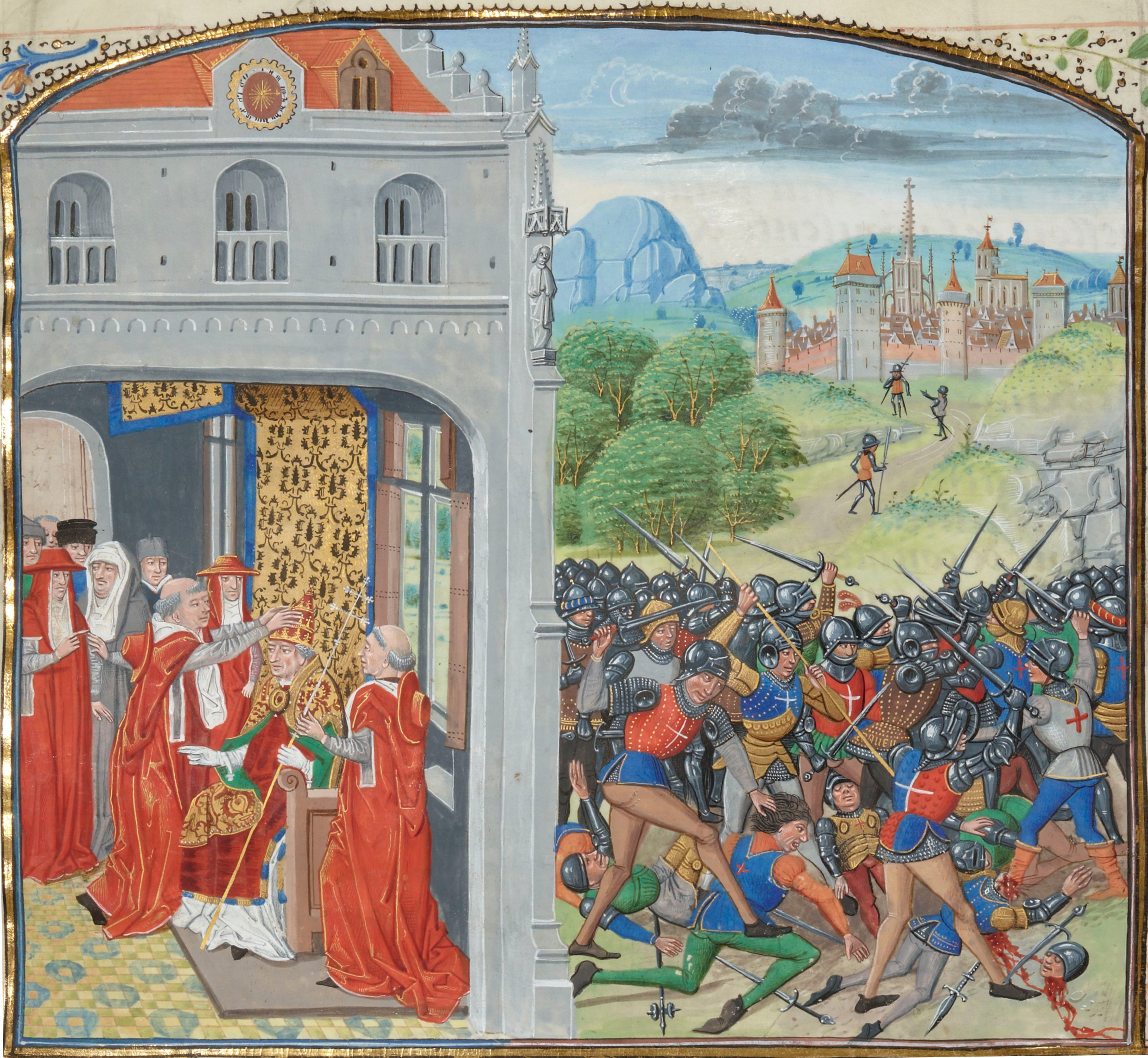
الأنوار البابوية ومعركة بونتفالين: لحظات حاسمة في تاريخ العصور الوسطى

### آل بلانتاجينت

#### خلفية
أدى زواج جيفري الخامس كونت أنجو من الإمبراطورة ماتيلدا إلى سيطرته على إنجلترا ونورماندي بحلول عام 1154، ووسّعت العائلة ممتلكاتها جراء زواج هنري ذو العباءة القصيرة، وهو ابن جيفري، من إليانور آكيتاين ليتشكّل ما أطلق عليه المؤرخون لاحقًا الإمبراطورية الأنجوية. وحّد هنري الثاني ممتلكاته وفرض سيادةً اسمية على ويلز وآيرلندا. كان ابنه ريتشارد الأول غائبًا عن عرشه الإنجليزي أغلب الوقت، فكان مهتمًا بالحملات الصليبية وممتلكاته في فرنسا. أضعفت هزائم شقيقه جون في فرنسا سلطته باعتباره ملك إنجلترا. أفضى تمرد أتباعه الإنجليز إلى اتفاقية تُعرف باسم الوثيقة العظمى (الماغنا كارتا)، والتي قلّصت من السلطة الملكية ووضعت أساس القانون العام. شكّلت الوثيقة أساس جميع المعارك الدستورية التي شهدتها البلاد طوال القرنين الثالث عشر والرابع عشر. عندما فشل البارونات والتاج الملكي في التقيّد بأحكام الماغنا كارتا، اندلعت حرب البارونات الأولى التي دعى البارونات المتمردون فيها الأمير لويس الفرنسي إلى غزو إنجلترا. اعتبر بعض المؤرخين أن وفاة جون وتعيين وليام مارشال حاميًا لعرش الملك هنري ذي الأعوام الـ9 بداية نهاية الفترة الأنجوية وبداية بروز سلالة بلانتاجينت.

#### هنري الثالث (1216–1272)
عندما تربّع هنري الثالث على عرش البلاد عام 1216، احتل الفرنسيون معظم ممتلكاته الواقعة في القارة الأوروبية، وتمرد الكثير من البارونات خلال حرب البارونات الأولى. كسب مارشال الحرب جراء انتصاره في معركتي لينكولن ودوفر عام 1217، ما أدى إلى توقيع معاهدة لامبيث التي تخلى فيها لويس عن مطالبه بالعرش الإنجليزي. بعد النصر، أعاد مارشال، الوصي على الحكومة، إصدار اتفاقية الماغنا كارتا لتصبح أساس الحكومة المستقبلية. على الرغم من العمل وفق الاتفاقية من جديد، استمرت العداوات واضطر هنري إلى تقديم تنازلات دستورية ضخمة لصالح لويس الثامن ملك فرنسا الجديد وزوج والدة هنري المدعو هيو العاشر من سلالة لوزينيان. تقاسم الأخيران معظم ما تبقى من ممتلكات هنري في القارة الأوروبية، ما أدى إلى تآكل قبضة آل بلانتاجينت هناك. لاحظ هنري أوجه التشابه بينه وبين القديس وملك إنجلترا إدوارد المعترف من ناحية صراعهما مع البنلاء، فأطلق على ابنه البكر الاسم الأنجلوساكسوني إدوارد، وبنى ضريحًا مذهلًا للقديس الراحل لا يزال قائمًا في وستمنستر.
صمد البارونات في وجه تكلفة الرجال والمال المطلوب لدعم حربهم من أجل استعادة ممتلكات بلانتاجينت في القارة الأوروبية. أعاد هنري الثالث إصدار الماغنا كارتا ووثيقة الغابة لتحفيز باروناته، مقابل فرض ضرائب جمعت له مبلغًا ضخمًا مقداره 45 ألف جنيه إسترليني. أُقرت الوثيقتان السابقتان في مجلس للبارونات والأساقفة وأقطاب المال ما أدى إلى خلق اتفاق شمل مناقشة ومعالجة الامتيازات الإقطاعية للملك في المجتمع السياسي. اضطر هنري إلى الموافقة على أحكام أوكسفورد التي طرحها بارونات على رأسهم سيمون دي مونتفورت، شقيق زوجة الملك، والتي أفضت إلى دفع ديون الملك مقابل إجراء إصلاحات جوهرية. اضطر الملك أيضًا إلى الموافقة على معاهدة باريس عام 1259 مع لويس التاسع ملك فرنسا، فاعترف هنري بخسارة دوقية نورماندي وماين وأنجو وبواتو، لكنه احتفظ بجزر القنال الإنجليزي.

##### حرب البارونات الثانية وتأسيس البرلمان
اشتد الاحتكاك بين البارونات والملك. رفض هنري أحكام أوكسفورد وحصل على مرسوم باباوي عام 1261 لإعفاءه من القسم. بدأ كلا الجانبين بتجهيز جيوشهما. كان الأمير إدوارد، الابن الأكبر لهنري، منحازًا إلى جانب والده الروحي سيمون دي مونتفورت، وأيد عقد البرلمان في غياب والده قبل أن يقرر دعم والده. استولى البارونات، تحت قيادة مونتفورت، على معظم جنوب شرق إنجلترا. شملت الحرب، في مقدمتها وما أعقبها، موجة من العنف التي استهدفت المجتمعات اليهودية من أجل تدمير الأدلة على ديون البارون، وهي شكوى خاصة قدمها المتمردين. توفي 500 يهودي في لندن ودمرت المجتمعات المحلية في وورسستر وكانتربري وأماكن أخرى. في معركة لويس عام 1264، هُزِم كل من هنري وإدوارد وتم أسرهما. استدعى مونتفورت برلمانه الكبير، الذي يُعتبر أول برلمان إنجليزي يستحق هذا الاسم لأنها كانت المرة الأولى التي ترسل فيها المدن والبلدات ممثلين عنها. فرّ إدوارد وبدأ بتجهيز جيشه. هزم هنري مونتفورت وقتله في معركة إيفشام في عام 1265. فُرِض العقاب على المتمردين وتم إعادة السلطة لهنري. وبعد أن هدأ الوضع، غادر إدوارد إنجلترا للانضمام إلى لويس التاسع في الحملة الصليبية التاسعة، بتمويل من ضريبة غير مسبوقة قدرها واحد من عشرين من السلع المنقولة والممتلكات الخاصة بكل مواطن. اعتُبر إدوارد من آخر الصليبيين ممن عملوا لاستعادة الأراضي المقدسة. توفي لويس قبل وصول إدوارد، ما أدى إلى سوء الوضع مجددًا؛ إذ اقتصرت قوة إدوارد الصغيرة على إغاثة عكا وتنظيم حفنة من الغارات. بعد نجاته من محاولة اغتيال، غادر إدوارد إلى صقلية في وقت لاحق من العام حيث قرر عدم الرجوع مجددَا والمشاركة بالحملة الصليبية. تجلى استقرار البنية السياسية في إنجلترا عندما توفي هنري الثالث وخلفه ابنه إدوارد الأول؛ أقسم البارونات بالولاء لإدوارد على الرغم من أنه لم يعد قبل مرور عامين.

#### إدوارد الأول ملك إنجلترا (1272 - 1307)

##### غزو ويلز
من بداية حكمه، سعى إدوارد الأول إلى تنظيم أراضيه الموروثة. وباعتباره أحد أتباع الملك آرثر، فقد حاول أيضًا إنفاذ المطالبات بالأسبقية داخل الجزر البريطانية. تتألف ويلز من عدد من الإمارات، التي في كثير من الأحيان تتشابك في صراع مع بعضها البعض. احتفظ ليولين آب جروفود بشمال ويلز مقابل رسوم يدفعها للملك الإنجليزي بموجب معاهدة وودستوك، لكنه استغل الحروب الأهلية الإنجليزية لتوطيد منصبه كأمير ويلز، وأكد أن إمارته «منفصلة تمامًا عن ملكية» إنجلترا. اعتبر إدوارد الأمير ليولين «متمردًا ومعرقلًا للسلام». أدّى تصميم إدوارد إلى جانب خبرته العسكرية واستخدامه المتقن للسفن إلى إنهاء استقلال ويلز من خلال دفع ليولين إلى الجبال. توفي ليولين لاحقًا في المعركة. وسّع النظام الأساسي لرودلان نطاق نظام المقاطعات، فأدخلت ويلز في الإطار القانوني الإنجليزي. عندما ولد ابن إدوارد، تم الإعلان بأنه أول أمير إنجليزي على ويلز. أنتجت حملة إدوارد على ويلز واحدة من أكبر الجيوش على الإطلاق التي تم تجميعها من قِبَل ملك إنجليزي في مزيج هائل من الفرسان الأنجلو-نورمان والرماة الويلزيين، وهذا ما قد وضع أسس الانتصارات العسكرية في وقت لاحق في فرنسا. أنفق إدوارد حوالي 173,000 جنيه إسترليني على حملته على ويلز، معظمها مقابل بناء شبكة من القلاع لتأمين سيطرته.

##### السياسة المحلية
بسبب إصلاحاته القانونية، يطلق على إدوارد أحيانًا اسم جستينيان الأول الإنجليزي، على الرغم من أنه كان مصلحًا أو مستبدًا في استجابته للأحداث. لكن حملاته العسكرية تركته غارقًا في الديون. استلزم ذلك أن يحصل على دعم وطني أوسع لسياساته بين أصحاب الأراضي والتجار الأقل شأنًا حتى يتمكن من زيادة الضرائب عن طريق البرلمانات التي كثيرًا ما يتم عقدها. عندما قام فيليب الرابع ملك فرنسا بمصادرة دوقية غشكونية في عام 1294، استدعت الحاجة للمزيد من المال لشنّ الحرب في فرنسا. وللحصول على الدعم المالي للمجهود الحربي، استدعى إدوارد جمعية مشكلة سابقًا تُعرف باسم البرلمان النموذجي، وشملت البارونات ورجال الدين والفرسان والشعب.
فرض إدوارد سلطته على الكنيسة تطبيقًا لنظام مورتمين، والذي يحظر التبرع بأرض للكنيسة ويؤكد حقوق التاج على حساب الامتيازات الإقطاعية التقليدية ويعزز إقامة العدل بشكل موحد ويرفع الدخل ويدوّن النظام القانوني. شدّد إدوارد أيضًا على دور البرلمان والقانون العام من خلال تشريع هام واستقصاء الحكم المحلي وتدوين القوانين الناشئة عن الماجنا كارتا مع النظام الأساسي لويستمنستر في عام 1275. سنّ إدوارد إصلاحات اقتصادية على صادرات الصوف لأخذ الجمارك، والتي بلغت ما يقرب من 10,000 جنيه إسترليني في السنة وفرض رسوم ترخيص على هدايا الأرض للكنيسة. تم تنظيم القانون الأساسي لغلوستر وكوي وارنتو. فرض النظام الأساسي في وينشستر سلطة الشرطة في بلانتاجينيت. كان قانون ويستمنستر عام 1285 يحتفظ بممتلكات داخل الأسر: فالمستأجرون لا يحتفظون بممتلكات إلا مدى الحياة ولا يستطيعون بيعها. أوقف قانون كوي إمبتور الانتهاك الباطن إذ فام المستأجرون بالتعاقد سرًا على ممتلكاتهم والخدمات الإقطاعية ذات الصلة.

###### طرد اليهود
إن اضطهاد اليهود بعد استبعادهم من ضمانات الماجنا كارتا بلغ ذروته مع طرد إدوارد لهم من إنجلترا. ولقد منع القانون الكنسي المسيحيين من تقديم القروض بالفوائد، وعلى هذا فقد لعب اليهود دورًا اقتصاديًا رئيسيًا في البلاد من خلال تقديم هذه الخدمة. كانت أول خطوة رئيسية قام بها إدوارد لطرد اليهود هي قانون اليهود، الذي حظر الرّبا بجميع أشكاله ومنح اليهود خمسة عشر عامًا لشراء الأراضي الزراعية. ومع ذلك، فإن التحيز الشعبي جعل الحركة اليهودية إلى التجارة أو المساعي الزراعية مستحيلة. حاول إدوارد الانتهاء من ديونه مع طرد اليهود من الغشكونية والاستيلاء على ممتلكاتهم وتحويل جميع الديون مستحقة الدفع لنفسه. جعل مطالبه الضريبية المستمرة أكثر وضوحًا لرعاياه من خلال عرض طرد جميع اليهود في المقابل. تم تمرير قانون الضريبة الكبيرة وصدر مرسوم الطرد. وقد ثبت أن هذا الأمر يحظى بشعبية واسعة النطاق وتم تنفيذه على الفور.